# The Twist
The Twist är en byggnad i Jevnaker i Jevnakers kommun i Norge, som är en kombination av en bro över Randselva och en skulptural byggnad, som fungerar som konstgalleri. Den ansluter till Kistefos-Museet och Kistefos-Museets skulpturpark. The Twist ritades av danska Bjarke Ingels Group och invigdes 2019.
The Twist är utformad som en ihålig balk över en älv med ett spann på 60 meter, som är vriden 90 grader nära sin mitt för att åstadkomma en skulptural form. Den är en konstruktion i stål, med klädnad av aluminiumplåt.

## Bron
Kistefos-Museet behövde en ny museibyggnad för att uppnå sina ambitioner att visa högklassig internationell konst. Dessutom behövdes en andra bro i parken, eftersom skulpturparken hade utvidgats nedströms på bägge sidor av älven. Idén att slå samman dessa två behov i ett och samma byggprojekt väcktes av arkitektfirman. 
Det 1.000 m2 stora byggnadsverket spänner med 60 meter över Randselva, vilken på denna plats utgör gränsen mellan Jevnakers kommun och Ringerike kommun.
Bron ansluter till stigar i skulpturparken, med ingångar till konstgalleriet i bägge ändar. På älvens södra sidan går man in en två våningar hög dörr. På nordsidan ger en glasvägg i full höjd panoramautsikt över Kistefos Træsliberi och älven.

## Konsthallen
The Twist har tre konstsalar: Closed Gallery, Twist Gallery och Panorama Gallery.
Closed Gallery saknar fönster och har en hög takhöjd. Twist Gallery är som namnet antyder insidan av själv den vridna delen. I denna del blir taket till väggar och väggar till tak i vridningen på 90 grader. I den norra ändan ligger Panorama Gallery, som med sina stora fönster släpper in dagsljus och ger utsikt över landskapet.

## Bildgalleri

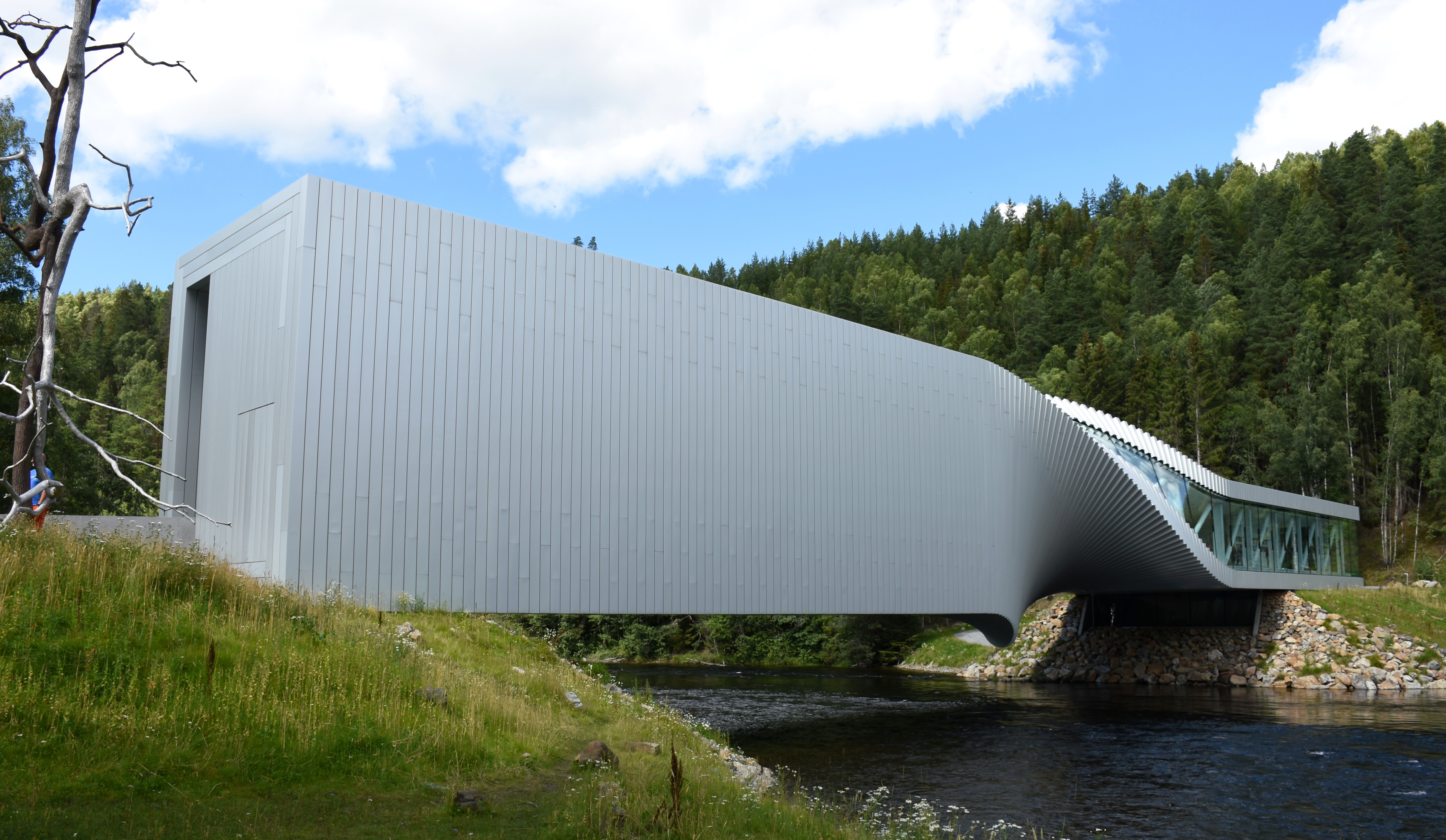
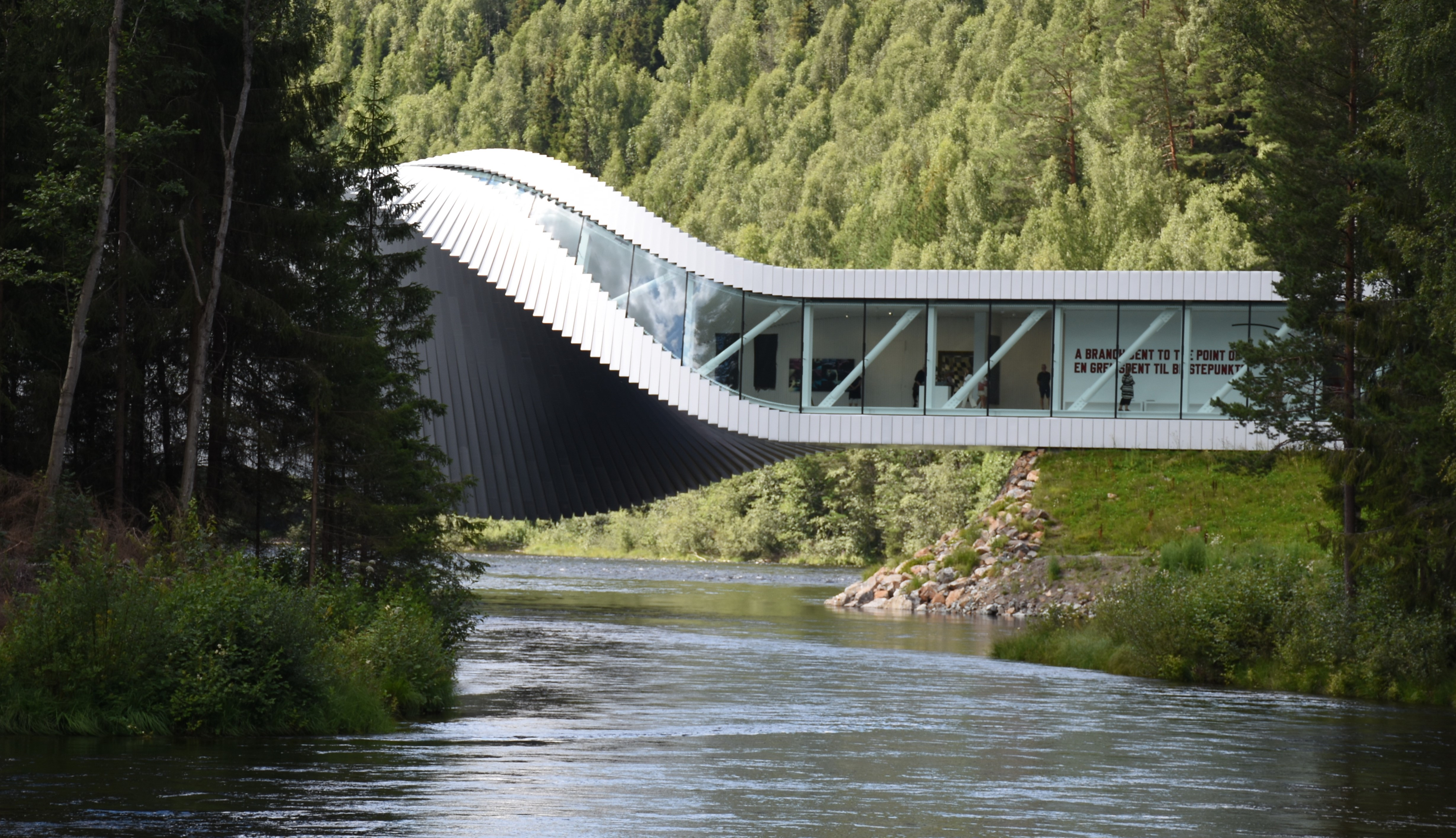
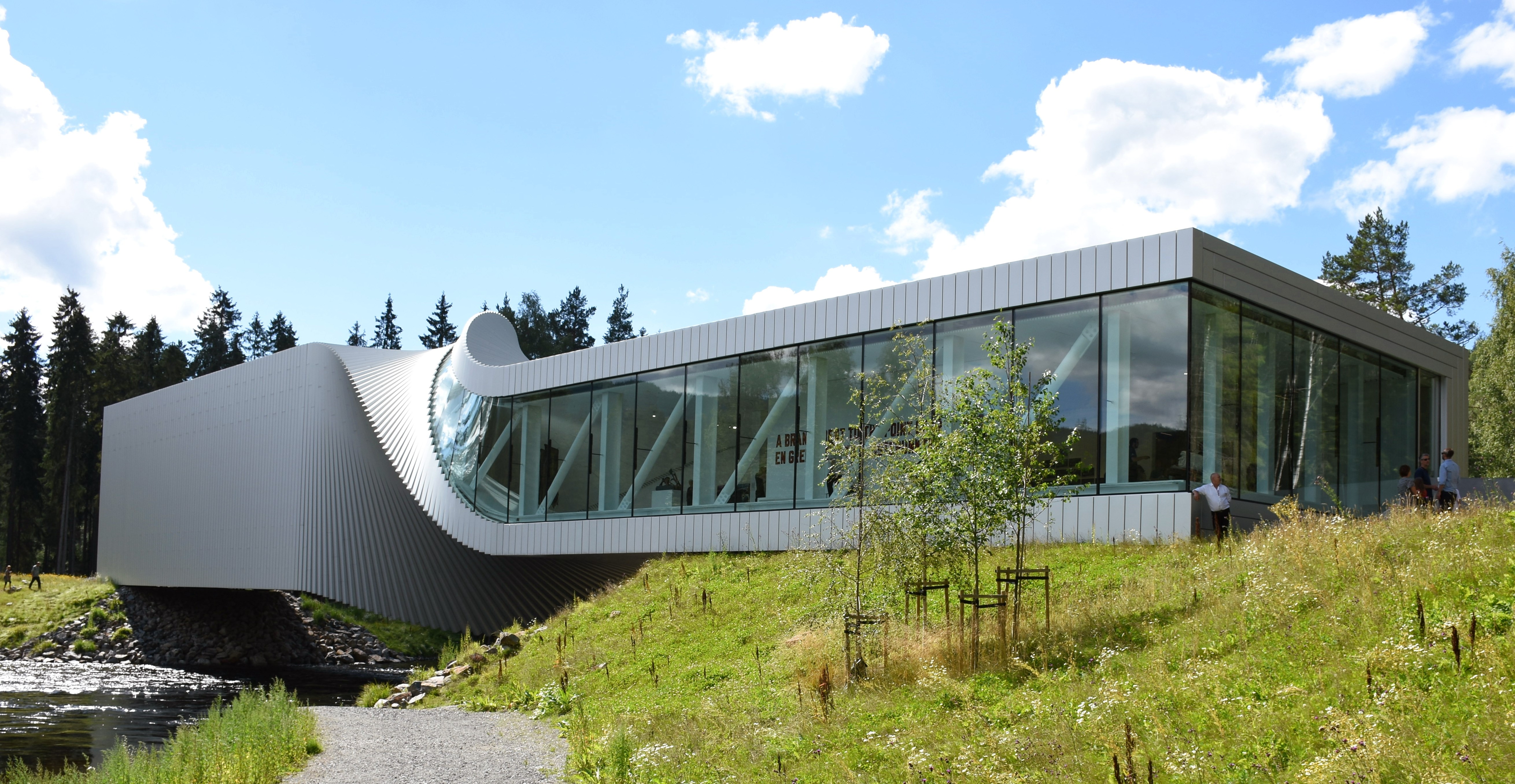
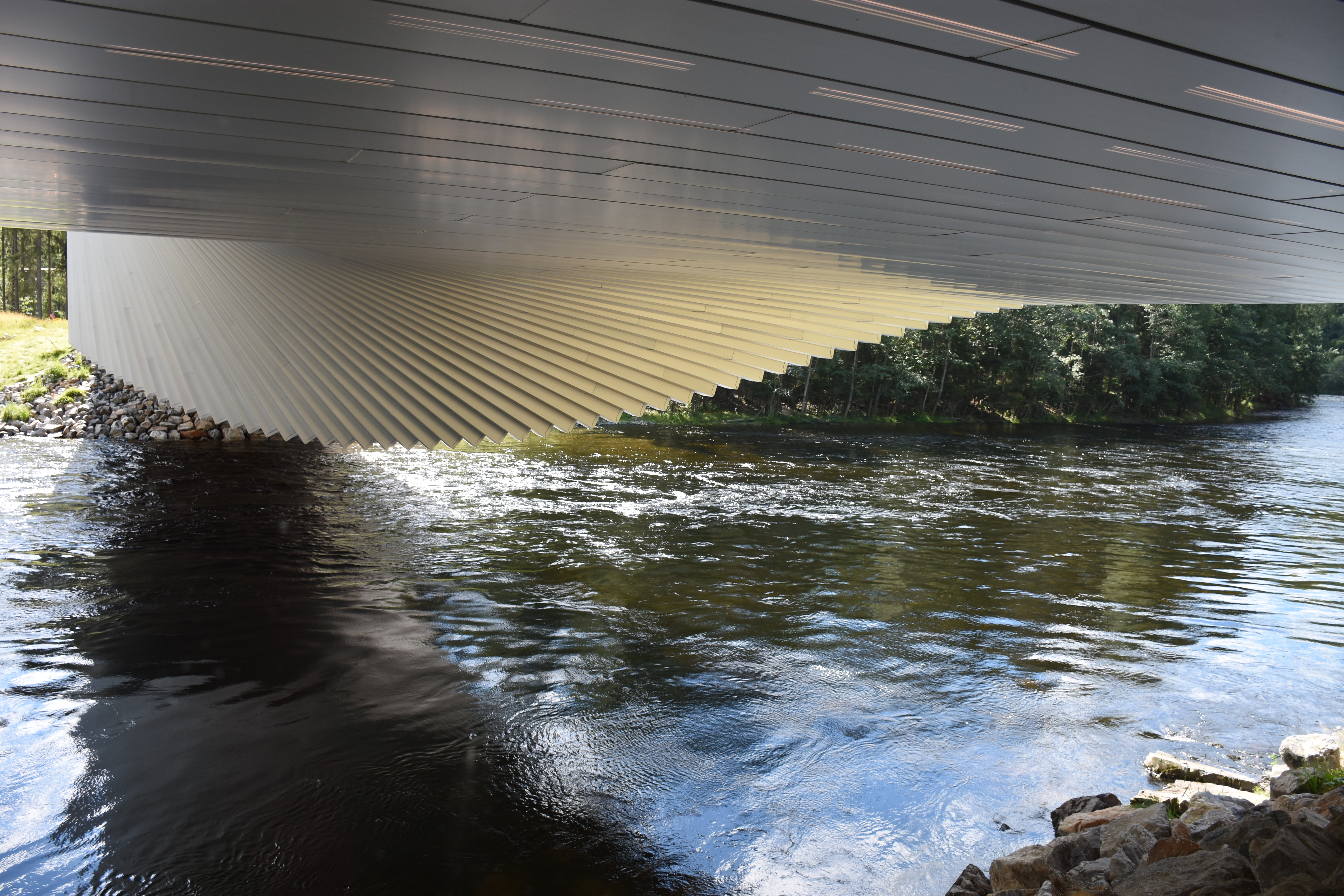
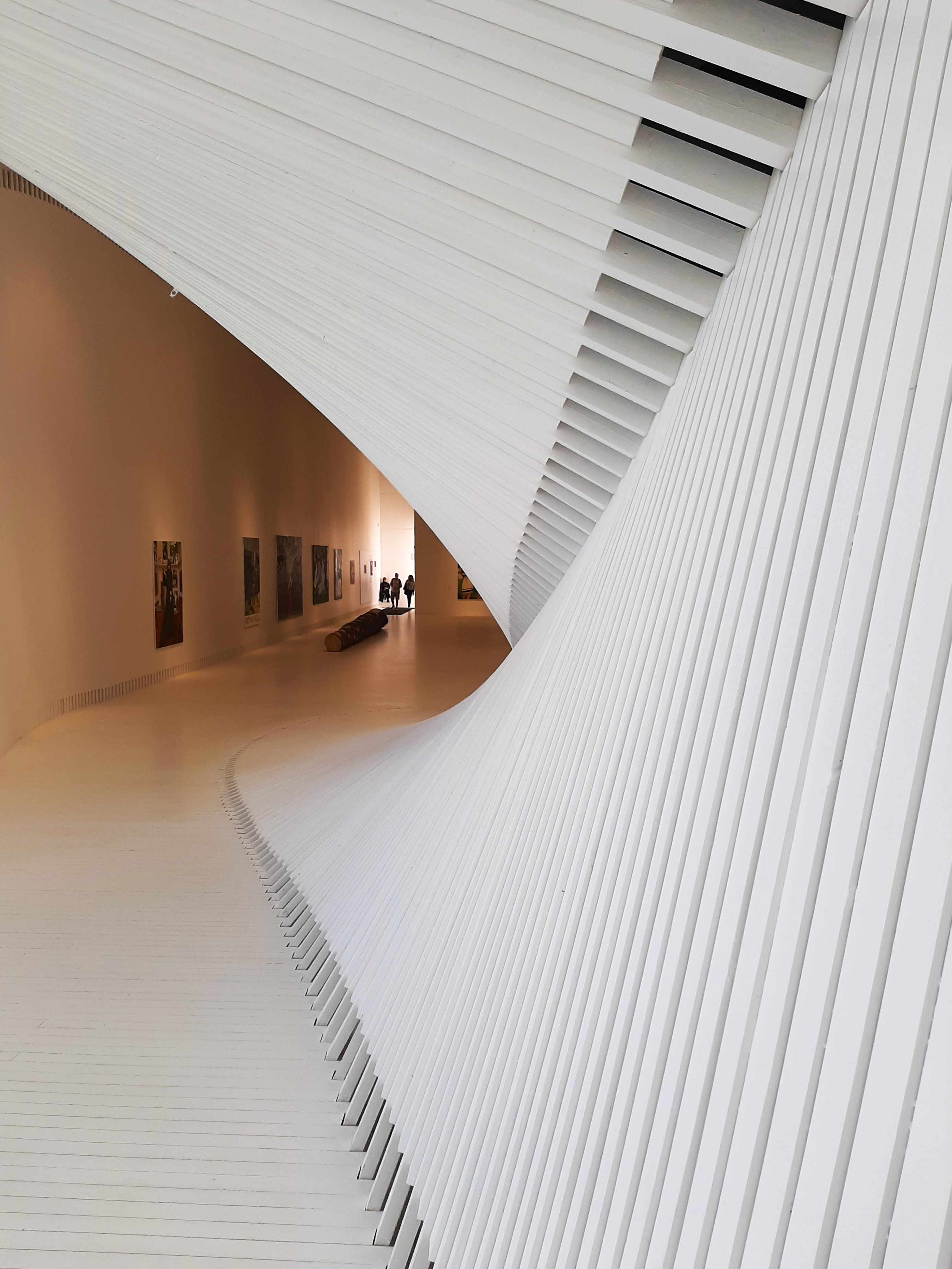